# Јереси у хришћанству
Јереси у хришћанству (супротно од ортодоксије) јесте формално порицање било које од основних доктрина хришћанске вјере, како их одређује једна (или више) хришћанских цркава, или демонстрација сумње у такву доктрину. Јерес се мора разликовати од отпадништва и раскола. Отпадништво скоро увијек подразумијева потпуно одрицање од хришћанске вјере — атеизам или прелазак у нехришћанску вјеру, а раскол је нарушавање црквеног јединства, не нужно на догматским основама.
У западном хришћанству, појам јереси се најчешће помиње као вјеровања која су анатемизована на једном од васељенских сабора које је признала Католичка црква. На Истоку је „јерес” мање конкретан појам и може се схватити као одступање од црквене традиције. У средњем вијеку, појам јереси је разјашњен у канонском праву и списима католичких богослова. Од Великог раскола и Реформације, разне хришћанске цркве су користиле овај концепт у односу на појединце и групе које су припадале другим конфесијама.
Борба између „ортодоксног” хришћанства са „јереси” почела је већ у 2. вијеку, али је питање поријекла овог сукоба у раном хришћанству дискутабилно. Истовремено су настале прве теорије о поријеклу јереси од ђавола и апостолског прејемства ортодоксије од Исуса Христа и његових ученика. Од 3. вијека постоји традиција осуде јереси на помјесним и васељенским саборима. Прва казна под оптужбом за јерес изречена је 385, док се овај феномен распространио тек у 12. вијеку. Формулисани су принципи рада инквизиције 1215, а убрзо је борба против јереси пренијета на Доминикански ред. Посљедња особа под оптужбом за јерес је кажњена 1826. године.
Хришћанске јереси су предмет многостраног изучавања. У првим вијекова хришћанства настала је обимна јересиолошка литература. Не постоји општеприхваћена класификација јереси или њихов потпуни списак. У различитим временима, враџбине и лажно пророштво сматрани су јересима.

## Концепција јереси

### У раној цркви
Према тумачењу које је у трактату „Етимологије” дао средњовјековни начун Исидор Севиљски, ријеч „јерес” потиче од haeresis, латинске транслитерације грчке ријечи αἵρεσις, која значи избор, или у ширем смислу школа мишљења. У том смислу, ријеч се повремено помиње у Новом завјету (Дап. 5:17; 15:5; 24:5; 24:14. и Гал. 5:20) и код раних Црквених отаца. Отприлике у том смислу, ријеч је коришћена раније, у старогрчкој и староримској филозофији, гдје је „јерес” означавала уважени избор једне или друге филозофске школе за проучавање. Према претпоставци француског историчара религије Марсела Симона, ријеч иновјерје (стгрч. ἑτεροδοξία) би овдје била ближа по значењу, која е први пут среће под Платона за означавање лажног убјеђења. У текстовима Новог завјета ријеч „јерес” се користи углавном у негативном контексту, као ознака коју Црква даје секти или групи која угрожава јединство хришћана — тј. не као доктринарно одступање. У Посланици Галатима, ово је једно од многих „тјелесних дјела”, уз пијанство и идолопоклонство (Гал. 5:20), посланица Титу прописује како се одвратити од неразумног јеретика (Тит. 3:10). Посланица друга Петрова упозорава на лажне пророка и лажне учитеље, „који ће унијети јереси погибли” (2. Пт. 2:1). На јерес се на крају почело гледати као на одступање од ортодоксије, а у смислу „иновјерства” ријеч је употријебљена убрзо послије 100. године, када је Игњатије Антиохијски у својој „Посланици Траљајцима” позвао на удаљавање од отрова јеретика, који „отров свог учења… мијешају са Исусом Христом, како би придобили повјерење.” Постепено су се ова два значења зближила по смислу, а за вријеме Атанасија Великог (4. вијек) израз ἑτεροδοξον αἵρεσιν „иновјерна јерес”, већ је постала плеоназам.
Питање поријекла јереси привукло је пажњу ранохришћанских писаца, а о овој теми су постојале различите теорије. Један од првих припада Егесипу, писцу несачуване црквене историје 2. вијека, којег цитира Јевсевије Кесаријски. Према његовим ријечима, јереси су првобитно настале у јудаизму, у коме је и прије успона хришћанске цркве постојало седам секти. И учењем једног од њих, извјесни Фебутис је почео да „обмањује” цркву, поставши тако први јересиарх. Другу схему нуди апокрифни извор из 2—3. вијека „Климентина”, постулирајући прелазак из незнања у знање као универзални закон: као што је Каин дошао прије Авеља, Исмаил прије Исака, Исав прије Јакова, Арон прије Мојсија, тако је и Симон Врач био прије апостола Петра у Риму. С тачке гледишта већине раних писаца Симон, а не Фебутис, био је „отац јереси”. Иполит Римски (3. вијек) оптужио је сљедбенике грчких филозофа за јерес, који понављају грешке стари и представљају их као нова учења. Према Марселу Симону, принципијелна разлика између система Иполита Римског од теорије Егесипа је у томе што је посљедњи извор учења, барем у неком минималном степену истинит, док Иполит подиже јереси на учења која су у почетку потпуно лажна — иако више прихватљивији од резултата. Првобитно значење појма „јерес”, које је записао Исидор Севиљски, јесте „избор” учења, најприкладније за одређену особу, забиљежено је у Дјелима апостолским: као одговор на оптужбу апостола Павла на подстицање на побуну и припадност „јереси Назаретској” (Дап. 24:5), он је у своју одбрану изјавио да „у путу, који ови називају јерес, тако служим Богу отачкоме, вјерујући све што је написано у закону и у пророцима” (Дап. 24:14). Постепено је појам јереси почео да се повезује са одступањем од регигиозне норме. Одговарајући процес у јудаизму, гдје су према Јосифу Флавију четири главна правца названа јереси (фарисеји, садукеји, есени и зилоти), завршио се нешто раније побједом фарисеја крајем 1. вијека. Према њемачком богослову Хајнриху Шлиеру, концепт јереси је био сумњив за ране хришћане, пошто је био повезан првенствено са грчким филозофским школама и струјама у јудаизму.
У етимолошком духу, како га је дефинисао Отац Цркве из 4. вијека Јероним Стридонски, јерес се јавља када особа изабере у коју доктрину ће вјеровати на основу сопственог расуђивања. Многе дефиниције су истицале да, за разлику од црквеног раскола, јерес не нестају у цркви, већ је спољашња појава у односу на њу. Посљедице оваквог приступа био је, нарочито, закључан да се све дуалистичке јереси јављају као манихејство, а антитринитарне као аријанство.

### Формализација дефиниције у средњем вијеку
Постоји званичан број формалних дефиниција појма „јереси”. У својој најједноставнијој варијанти јерес се може дефинисати као супротност ортодоксији. Ову изјаву је пратио концепт, по којој је ортодоксија постојале до појаве јереси, што је искривљавање раније познате истине. Таква дефиниција, која се сматра класичном, постојала је много вијекова и изложена је, посебно, у „Црквеној историји” Јевсевија Кесаријског (4. вијек). По Јевсевијевом концепту, ортодоксија је одговарала вјери црквене већине, чија је догматска генеалогија одређена апостолским прејемством од Исуса Христа и његових апостола. Пошто је значење ортодоксије временом пречишћавано, дефинисање јереси на овај начин је било тешко. Као резултат у раној цркви су развијене праксе, омогућавајући грешнику да одбаци своје грешке и врати се у крило цркве. По блаженом Августину, онај који послије разјашњења своје грешке се одрекне грешке, не сматра се јеретиком. Пошто црква није формулисала свој став о свим доктринарним питањима, било је сасвим могуће да би човјек сам или под туђим утицајем могао пасти у јерес. Међутим, онај који је истрајао у својим заблудом био је јеретик. Ова дефиниција је укључена у Грацијанов зборник канонског права. Као резултат тога, јересом се није сматрао одређени скуп погледа или начин живота, већ одређени тренутни избор у току правне процедуре. Сложен моменат у логичким конструкцијама Грацијана био је моменат о повезаности појма „јерес” и „јеретик” — није јасно да ли се јеретиком може сматрати онај ко се потајно држи јереси или само онај који је заговара јавно. Даље упрошћавање довело је до признавања сваког одступања као знак урођеног гријеха, а то одступање се могло открити кривичним процесом. Према бројним истраживачима, у 11—12. вијеку такав дисциплински прекршај као што је симонија сматран је јересом.
У својој коначној форми средњовјековно учење о јереси изражено је у расправи у трактату Tractatus de fide et ccclesia romano pontifice et concilio generali (1375) француског богослова Жана Курткиса из 14—15. вијека. Дефинишући католичку вјеру као истину неопходну за спасење, он дефинише јерес као лажну догму противрјечну ортодоксији. Он пориче раније подјелу јереси на „старе” и „нове”, што је подразумијевало временску промјену појмова ортодоксија и јерес. Такође, према Бревикоксу, раскол постаје вид јереси. Предлаже два приступа типизације јереси. Прву је означио као „јереси против Светог писма”, у којој се разликују три категорије јереси. Прва категорија укључује јереси које су у супротности са словом Светог писма, као што су оне које тврде да „Ријеч није постала тијело” (за разлику од Јн. 1:6—18). Друга и трећа категорија јереси се разликују од прве у мањем степену доказа о лажности јеретичког исказа. У другој типозацији Бревикокс категорише јереси против Светог писма и Светог предања у пет категорија. Прве двије од њих се тичу јереси које су у супротности с оним што уче Свето писмо и апостоли, трећа и четврта обухватају јереси које су у супротности са учењем Цркве послије апостолског времена и црквеним хроникама, чиме се фиксира одлучујућа улога Римске цркве у утврђивања правилног вјероучења. Пета категорија тиче се јереси које су супротне ономе што је надахнуто или признато као истинито од стране Цркве и што се не може рационално оповргнути. Ова посљедња категорија укључивала је изјаве попут „Августинова вјера није истинита”. Бревикокс је такође био заокупљен преоблемом да ли је било која јерес осуђена чак и она која није јавно осуђена. Односи, настаје ли јерес фактом црквене осуде? За разлику од Грацијана, који је правио разлику између осуђених и нових јереси, Бревикокс не прави такву разлику, јер су за њега све јереси осуђене. У прилог таквом ставу он се позива на одлуку Четвртог латеранског сабора из 1215, којом су осуђене све јереси. Строжије, разликује четири категорије јавно осуђених јереси: оне које се осуђују на посебан начин (нпр. Аријева јерес) и друге са све већим степеном очигледности за све мање богословски образовну особу; имплицитно осуђене јереси у таквом систему су оне за чију идентификацију је потребно дубоко познавање Светог писма и учења Цркве.

### У новом вијеку
Реформација, која је почела у 16. вијеку, и појава протестантских учења, уништили су монопол Католичке цркве на појам јереси. Заузврат, водећи богослови Реформације различито су процјењивали радикалне правце религиозне мисли, нарочито анабаптисте. Швајцарски богослов Хајнрих Булингер их је сматрао непосредним јеретицима, које је дефинисао као оне који „стварају секте и подјеле у Цркви, угрожавајући њено јединство својим лажним и погрешним мишљењима.” Жан Калвин је од анабаптиста издвојио просте, који нису јеретици, већ само захтијевају вођство у разумијевању Светог писма, и „либертине” и „спиритуалисте”, које је сматрао милитантним развратним јеретицима. Састављањем Књиге сагласја 1580, завршена је доктринарно образовање лутеранства. Сходно томе, јерес с тачке гледишта лутеранства јесу мишљења која нису у сагланости са догматима Књиге сагласја или су у њој непосредно осуђена.
У 17. вијеку у Европи су се десиле политичке промјене великих размјера које су утицале на религиозне процесе. Вестфалским миром 1648. окончан је Тридесетогодишњи рат и фиксиране су три основне хришћанске конфесије у Европи — католицизам, лутеранство и калвинизам, остављајући друге протестантске конфесије у неизвјености. Рестаурација Стјуарта у Енглеској 1660. довела је до појачаног потискивања религиозног неслагања. У Француској је период толеранције за хугеноте окончан укидањем Нантског едикта 1685. године. Тако су на почетку епохе Просвјетљења јереси поново постале предмет блиског проучавања и богословских спорова. Главне стране су или ортодокси и тзв. „ентузијасти”. У богословској дебати, која се водила око 1700, главни предмет спора било је разумјевање доктрине као основе вјере. Ортодокси су доктрину сматрали важном, стављајући мањи нагласак на искреност вјере у њу, док је приоритет њихових супарника био обрнут. Најутицајнија дјела тог периода била су трактати њемачког историчара цркве Готфрида Арнолда Unpartheyische Kirchen- and Ketzerhistorie (1699), чланци „ентузијасте”-правника Кристијана Томазиуса и црквеног историчара пијетисте Јоахима Ланге, Јохана Буде и Самуела фон Пуфендорфа, које се сматрао хетеродоксним. Пуфендорф, који је своје истаживање посветио поријеклу папске власти, није изнио сопствену теорију јереси, али је благонаклоно говорио о онима који су се залагали за ограничавање свјетовне власти понтифика. Сходно томе, нека учења могу бити осуђена као јерес само зато што су се супротстављала папској цркви. Арнолд је развио теорију Јаохима Бетке и Кристијана Гобурта о томе да је важна љубав према Богу у срцу вјерујућег, а не доктринарне ознаке које је прате. У овој парадигми, појам јереси је измишљен да би се прогонили истинити хришћани, а кључни период у историји хришћанства била је владавина цара Константина Великог (305—337), током које је осуђено аријанство. Арнолдова књига је имала изузетно велики утицај на савременике, према ријечима савременог швајцарског богослова Валтера Нига, произвела је „коперниканску револуцију” у јересиологији. Блиску позицију је заузео Ланге, који је у цјелини признао кривицу папства у образовању концепта јереси, али се и сложио са праведношћу осуде ранохришћанских учења као што су аријанство, фотинијанство и несторијанство. Као правник, Томасије је јерес посматрао као историјски и политички феномен, која је настала као инструмент борбе између хришћанских секти уз помоћ грађанске власти. Он је овај проблем разматрао не са тачке гледишта богословске аргументације, већ са општефилозофских позиција трагања за истином.
Арнолдов приступ критиковао је њемачки богослов Јохан Мосхајм, који га је оптужио заједно са његовим сљедбеницима да су пристрасни јер су једноставно преокренули појам јереси. Са своје стране, Мосхајм је понудио „непристрасан” приступ (Anderweitiger Versuch einer vollständigen und unpartheyischen Ketzergeschichte, 1748).

### Савремени приступи
Појава савременог критичког погледа на класичну теорију односа ортодоксије и јереси повезана је са радом њемачког библите Хермана Рајмуса из 18. вијека. Критички приступ је даље развијен у радовима научника Тибингенске школе чији је оснивач био Фердинанд Баур. Према Бауру, у раним годинама хришћанства, дошло је до сукоба између хришћана јеврејског и нејеврејског поријекла, које су предводили апостоли Петар и Павле. Везано за проблеме развоја хришћанског учења, улога ортодоксије и односа између ране хришћанске цркве и савремених јеретичких учења, дјело Валтера Бауера „Ортодоксија и јерес у раном хришћанству” (њем. Rechtgläubigkeit und Ketzerei im ältesten Christentum, 1934) био је од великог значаја. Бауер је изнио теорију да у првим вијековима хришћанства ортодоксија није имала предност над јереси, али је у неким регионима, оно што се касније видјело као јерес, доживљавано као израз истинитог хришћанства. По његовом мишљењу, развој од невјере (Unglaube) до лажне вјере (Irrglaube) неизбјежно пролази кроз ортодоксију (Rechtglaube).
Бауерову теорију развили су научници као што су Рудолф Бултман, Арнолд Ерхард, Хелмут Кестер, који су ревидирали историју раног хришћанства у складу са Бауеровим концептом. Од 1980—2010-их година, Елејн Пејгелс и Барт Ерман су популаризовали идеју анахроничности догматске ортодоксије код савремених хришћана. Указујући на разлике између јудеохришћана, оних хришћана који су остали дјелимично вјерни паганским традицијама, гностика и других група, они су хришћанство посматрали као фрагментирано учење са конкурентском ортодоксијом. На примјеру поређења „побједничке” верзије ортодоксије са њеним главним конкурентима у 2. вијеку, ебионитима и маркионитима, Ерман показује релативност савремене хришћанске догме. Иако су неке од Бауерових теорија касније оповргнуте, његови интуитивни закључци су били широко прихваћени и у цијелом потврђени. Први детаљан одговор Бауеру изнио је у књизи The Pattern of Christian Truth: A Study in the Relations between Orthodoxy and Heresy in the Early Church (1954) англиканског богослова Г. Тернера. Препознавајући истовремено гледиште о статичкој ортодоксној норми која се уздиже до раних апологета као превише поједностављено, Тарнер сматра да се идеје савремених истраживања о неједнородности ране ортодоксије преувеличава. Умјесто тога, предложио је комбиновани приступ наглашавајући неке од основних идеја заједничких свим хришћанима. Затим су бројни истраживачи бранили постојање континуитета у ранохришћанској ортодоксији. Од новијих радова треба истаћи књиге америчких богослова Дарела Бока (2006) и Андреаса Кестенбергера (2010). У првом тому „Кембриџове историје хришћанства” (2008), уреднице ове ауторитативне публикације, Маргарет Мичел и Френсис Јанг, примјетиле су да, иако је Бауерова главна теза оповргнута, управо захваљујући њему пажња истраживача је скренута на регионалне варијације раног хришћанства.
Неки научници (Левелин Вудвард (1916), Ернст Штајн (1928)) изнијели су гледиште да су ранохришћанске јереси биле прије национални, него религиозни покрети, и указали да имају довољно јасну географску локализацију: донатизам је био распрострањен у Африци, монофизитство у Египту и Сирији, аријанство у Нијемаца итд. Полемишући о тој теорији, Арнолд Џонс (1959) скреће пажњу на чињеницу да у сваком од ових случајева постоји још једно објашњење, поред националистички обојене мржње према Римском царству. Тако се ширење донатизма у сјеверној Африци може објаснити великим бројем мученика током Великог прогона с почетка 4. вијека, што се опет објашњава већом распрострањеношћу хришћанства међу сиромашним сеоским становништвом, које је било склоније истрпјети мучеништво за своју вјеру, него грађанско становништво. Слично, енглески историчар негира утицај конфронтације коптског и грчког говорног становништва Египта на ширење монофизитства, скрећући пажњу на приврженост египатског становништва својим патријарсима.
У будућности се фокус истраживања раних јереси помјерио ка проблему конструисања „Другог”. Историчар Фергус Милар је 2004. писао да тако треба разумјети означавање једне или друге групе као „јеретике” и да таква ознака никада није обичан одраз посматране реалности. Енглески истраживач Аверил Камерон је 2008. тврдио да је проучавање „јереси” прешло са социјалне историје на проучавање дискурса. Јерес се може дефинисати само као супротност ортодоксији, а то је порицање промјене, што је потпуно у супротности са савременом мисли, са њеним нагласком на постколинијалност, хибридност и различитост. Са ове тачке гледишта, ранохришћанска ортодоксија је „деформација”, порицање разлика и, по ријечима Едварда Саида, „израз есенцијалности”. Одговор на ове теорије је покрет Радикалне ортодоксије у англиканству, који покушава обновити концепт ортодоксије и, сходно томе, јереси у постмодерном свијету.
Сумирајући различите теорије које су настале током вијекова разматрања јереси, савремени филозоф Ирина Иванова даје сљедећу дефиницију: „јерес — друштвено и културно значајан, али аксиолошки различито сагледан феномен религиозне свијести, што представља такво одступање од канонског обрасца, које, са становишта одређене цркве или заједнице и у конкретно-историјским условима, онемогућава останак у датој религиозној заједници”.

### Социологија јереси
Социологија је дуго игнорисала јерес, иако, према америчком социологу Жаку Берлинерблау (2001), историчари и богослови који проучавају јерес, по правилу, имплицитно дијеле ставове социолошке мисли (идеје Карла Макса, Макса Вебера, Антонија Грамшија). Од 1980-их, социјални теоретичари различитих праваца систематски проучавају јерес, посебно у вези са питањима хетеродоксије, секуларизације итд. У социолошком проучавању јереси може се разликовати неколико методолошких принципа. Прије свега, користи се принцип релационе социологије, стављајући у први план социјалну интеракцију и социјалне односе. Овај приступ разликује савремене студије од хришћанске јересиологије: јерес није историјски непромјенљив ентитет, већ се схвата само кроз однос према ортодоксији. Једноставно речено, јерес јесте оно, што ортодоксија сматра таквим. Према запажању америчког социолога Лестера Курца, разумјевање јереси је важно за проучавање система вјеровања, будући да се свака ортодоксија образује кроз порицање јереси. Дефиниција истинитог и прихватљивог је немогућа без систематске идентификације лажног и недопустивог.
Однос ортодоксије и јереси сматра се „идеалним типом” (Вебер), који се манифестује у различитим историјским контекстима. Тако је аустријски социолог и богослов Питер Л. Бергер сматрао да је јерес кључни феномен савремености, који зависи од јеретичког етоса. Према Бергеру, у епохи модерности дошло је до универзализације јереси: ако је раније за човјека то била прилика, често недоступна, заузимала је маргинални положај, онда у савременим условима јерес постоје неопходност. Други аутори, пратећи Веберову дефиницију цркве, примјетили су политичку природу јереси. Амерички социолог Рендал Колинс сматрао је да јерес генерише одређени тип религиозне и политичке организације. За разлику од Бергера и Колинса, социолог Џ. Зито, један од пионира социологије јереси, скренуо је пажњу на институционалну димензију јереси, која, с његове тачке гледишта, превазилази религију и односи се на многе области социјалног узајамног дејства.
Други аспект је структурална позиција јеретика, који је „један од нас”, смјештен унутар групе или институције. Као што је Курц примјетио, снага јереси је у њеној сличности са ортодоксијом, она се развија унутар ортодоксије, једнако претендује на истинитост. Према Џ. Зиту, јеретик користи исти језик и вриједности као и његове матична група, али покушава да промијени њен дискурс. Курц, по узору на „странца” Георга Зимела, пише да јерес комбинује блискост и удаљеност: јеретици су довољно близу да представљају пријетњу, али довољно далеко да се сматрају заведеним. Блискост и удаљеност односе се и на ниво вјеровања, као и на социјални однос између бранилаца ортодоксије и јеретика. Специфичан статус јеретика Курц назива „икривљеним ’својим’” (енгл. deviant insider). Идеје о странцу или опшштем непријатељу често доприносе групној солидарности и образовању социјалних институција, јеретеци се испостављају као несвјесни катализатори социјалног јединства (у смислу Емила Диркема), интелектуалног развија и социјалних промјена. Теза о јеретику као прогресивном елементу, који покушава да превазиђе ограничења колективне свијести (по Диркемовом моделу) у користи будућих генерација, према Берлинерблауу, постала је важан аксиом за савремено проучавање јереси — Жоржа Дибија до Пјера Бурдјеа.
Курц истиче сљедеће карактеристике јереси. Јерес је конструисана унутар социјалног сукоба, стране које је бране или одбацују. У току сукоба и поларизације ставове страна, принципи ортодоксије се формулишу кроз јасно одбацивање мишљења јеретика. Дакле, у корјену проблема јереси лежи питање власти. У таквој схеми може се говорити о групама, њиховим интересима и одговорностима. Јерес не само да се супротставља власти и социјалном претку, већ може бити средство социјалне контроле. Идентификација, осуда и сузбијање јереси је ритуал који смањује стријепњу, она постоје лакша за управљање, а самим тим се уклања социјално и психолошка напетост. Осуда јереси не остварује нужно наведене циљеве, али обезбјеђује извођење ритуала који је и сам начин суочавања са кризама у цркви.

## Периодизација

### У првим вијековима хришћанства
С развојем доктрине суштина ортодоксије и њен однос према различитим мишљењима псотали су предмет сталне богословске дискусије. Пошто се већина хришћана данас у сагласности са учењем Никејског симбола вјере, савремени хришћански богослови имају тенденцију да вјерују да је спор у раној цркви одржавао сукоб између једне ортодоксне позиције (види такође протоортодоксија и палеоортодоксија) са јеретичком мањином. Други научници, указујући на разлике између јудеохришћана, павлијана и других група као што су гностици и маркионити, тврде да је рано хришћанство било фрагментирано, са истовремено постојећим конкурентским ортодоксијама. С ове тачке гледишта, хришћанство је критиковао Келс, а касније, у односу на алернативно учења, о томе је писао Иринеј. У 17. вијеку идеју о томе, да вишеструко мишљења указује на заблуду свих њих, користио је Босије, полемишући са протестантима. Одбацујући критику Келса, Ориген, апологета из 3. вијека, пише да „гдје год се у животу појави било шта кориснино и активно, ту се увијек образују различите стране”. Као примјер наводи медицинску умјетност, у којој могу бити разлиити приступи. Пошто предмет филозофије покрива огромну област знања, она се дијели на више одвијених школа (стгрч. αἵρεσις), које уживају различиту популарност. Слична ситуација, истиче Оргине, може се уочити и у јудаизму. У прилог својим ставовима Ориген се позива на апостола Павла: „Јер треба и подвајања да буду међу вама, да се покажу који су постојани међу вама” (1. Кор. 11:19). Истовремно, Ориген одбацује секте које су екстремне у својим ставовима, као што су секте офита и каинаита које одбацују Исуса. По значењу слична изјава се може наћи и у ранијој „Стромати” Климента Александријског. Средином 2. вијека, три неортодоксне групе хришћана су се придржавале учења које је подијелило хришћанске заједнице у Риму: сљедбеника Маркиона, Монтана и гностичког учења Валентина. Раније покушаји борбе против ових струја показују трактати Тертулијана „О одбацивању приговора јеретика” и Иринеја „Против јереси” (око 180. године). Писма Игњатија Богоносца и Поликарпа Смирноског разним црквама упозоравала су на лажне учитеље. Прихваћена од многих хришћана у 2. вијека као дио Светог писма, „Варнавина посланица” је упозоравала на опасност мијешања јудаизма са хришћанством. Крајем 2. вијека Тертулијан је представио теорију о „хришћанском закону” (лат. lex christiana), чије је посједовање разликовало католичке хришћане од јеретика. Само су католици могли себе називати хришћанима и тумачити Свето писмо, а само је католичка цква била у заједници са црквом апостола.
Уједначеност вјероучених формулација и ритуала представљала је проблем за хришћанство од самог почетка. Током три вијека између Христове смрти и Првог никејског сабора 325, ова религија била је претежно незаконити, подземни покрет, распрострањен у градским центрима Римског царства, коју су ширили трговци и путници. Процес установљења ортодоксног хришћанства почео је истовремено са појавом различитих тумачења Христовог учења убрзо након његовог распећа. Павле је у својим посланицама више пута бранио своје право да се назива апостолом, позивајући хришћане да се чувају лажних учитеља или било чега што је супротно ономе што им је пренијето преко њега. Јованове и Јудине посланице такође упозоравају на лажне учитеље и пророке (нпр. 1. Јн. 4:1), као и Откривење Јована Богослова и апостола Петра (2. Пт. 2:1—3). С тим у вези, у првим вијековима хришћанства, помјесне цркве су прогласиле своју вјеру, која је била у складу са хришћанским учењем, предусловом за крштење. Овај захтјев је обезбједио да новообраћеници не припадају учењима која су била у супротности са општеприхваћеним ставовима хришћанства, као што су гностицизам и други покрети, који су се касније сматрали јеретичким. Ове формулације вјере су постале основа за васељенско вјероучење, као што су Апостолски и Никејски симболи вјере. Указ Теодосија II из 435. предвиђао је строге казне за оне који су имали или дијелили Несторијеве списе. Они који су чували Аријева дјела, осуђени су на смрт.

### Епоха васељенских сабора
Најважнији допринос формулисању хришћанске догме и осуди јереси дало је првих седам васељенских сабора. Јереси које су настале током овог периода односиле су се на спорове око ове или оне догме и биле су углавном христолошког карактера. За разлику од гностичких јереси, јереске епохе васељеснких сабора настале су унутар хришћанске цркве, а њихови сљедбеници су настојали да заштите вјеру од опасних догматских грешака. Најважнији од сабора које признаје већина цркава су сљедећи:
1. Први васељенски сабор је сазвао римски цар Константин Велики у Никеји 325. под предсједавање патријарха александријског Александра и у присуству више од 300 епископа осудио Аријево мишљење, да је Син творевина и по битно нижи од Оца;[57]
2. Други васељенски сабор је одржан у Константинопољу 381. под предсједавањем патријарха александријског и патријарха антиохијског и уз учешће више од 150 епископа утврдио природу Светог духа у односу на остала лица Тројице; они који су тврдили његову неједнакост су осуђени. Потврђена је и осуда аријанства. Осим тога, поименце су осуђене јереси аномејаца, македонијанаца, савелијанаца, маркелијана, фотинијана и аполинариста;[58]
3. Трећи васељенски сабор је одржан у Ефесу 431. под предсједавањем патријарха александријског и 250 епископа, али у одсуству патријарха констатинопољског и антиохијског, у одсуству сиријског свештенства, потврђено је да је дјева Марија „родитељица” Бога (Богородица), што је противрјечило учењу Несторија, који је анатемисан. Алтернативни сабор је одржао Несторије, патријарх антиохијски и сиријско свештенство, прогласио дјеву Марију за Христородицу, „родитељицу” Христа и анатемисао патријарха александријског Кирила;[59]
4. На четвртом васељенском сабору, одржаном 451. у Халкидону, под предсједавањем патријарха константинопољског и у присуство 500 епископа, потврђно је да је Исус истинити Бог и истинити човјек, без мијешања његове двије природе, супротно монофизитском учењу. У многоме се ово учење заснивало на Томосу папе римског Лава Великог;[60]
5. На петом васељенском сабору, другом у Константинопољу, одржаном 553. дата су тумачења одлука Халкидонског сабора и даља објашњења односа између двије природе Исуа Христа. Сабор је такође осудио Оригеново учење о преегзистенцији душа, ријешио спор о три поглавља итд.[61]
6. Шести васељенски сабор, трећи у Константинопољу 681, прогласио је да Христос има двије воље у своје двије природе, божанску и људску, супротно учењу мотелита;[62]
7. Седми васељенски сабор, други у Никеји, одржан је 787. под царицом Ирином. Одобрио је поштовање икона, али је забранио њихово обожавање.[63]

Међутим, нису сви ови сабори признати као васељенски. Поред тога, Католичка црква је одржала и бројне друге саборе, која је она сматра једнаким по степену ауторитета, тако да укупно признаје 21 васељенски сабор. У Асирској цркви Истока прихваћена су само два прва сабора, а у Древноисточним православним црквама само три. Папа римски Сергије I је одбацио Трулски сабор 692. због проблема пентархије, док Православна црква признате ауторитет васељенских сабора. Статус Четвртог константинопољског сабора 869—870. и сабора 879—880. предмет је спора изнеђу католика и православаца. Савремени антитринитарци као што су унитаријанци, мормони, Јеховини свједоци и други, одбацују свих седам сабора.

### Распрострањеност дуалистичке јереси
Дуалиситчке религиозне представе познате су најмање хиљаду године до успона хришћанства. Главно питање на које дуалистичка религија покушава да одговори јесте да објасни постојање зла у свијету у присуство доброга Бога. Логички развијајући мисао о томе,  да зло и добро не могу доћи из истог извора, религиозни дуализам постулира постојање двије супротстављене стваралачке силе. Уобичајено дуалистичко гледиште је супротност свијета материја и свијета духа. Хришћанство у потпуности одбацује дуализам, који негира Бога као јединог творца свих ствари или негира људску природу Исуса Христа. У првим вијековима хришћанства појавиле су се групе које су мање-више отворено исповиједале дуалистичке погледе. Већина њих је дијелила гностичке представе, позајмљене из различитих извора: персијских, јудејских, грчких и египатских. Заједничк им је било уклањање Бога од одговорности за постојање лажног свијета, у коме су душе затворене у тијела, ослобођене од којих је могуће уз помоћ гнозе, односно знања. Средином 2. вијека у Малој Азији и Риму Маркион је подучавао да се васељена састоји од видљивог свијета, којег је створио старозавјетни Бог, и истинитог свијета, којег је створио Бог, чија је манифестација Исус. Свето писмо, према Маркиону, обухватало је само 10 посланица апсотола Павла и очишћеног од јудаизма Јевађеља по Луки. Неко вријеме је маркионитство представљало озбиљну пријетњу ортодоксији, али од краја 3. вијека манихејство, која се распостранило у Римском царству, постале главна дуалистичка јерес. У 4. вијеку познате су дуалистичке јереси месалијанаца, који су учили да Сатана борави у човјеку и да њима доминира у свему, и присцилијанаца, о чијем се учењу готово ништа не зна. Једна од највећих средњовјековних јереси било је павлићанство, чије су присталице образовале своју државу у 9. вијеку на подручју византијске Мале Азије. Средином 10. вијека своју бесједу је започео бугарски свештеник Богомил. Према учењу, названом по њему, одбачени су многи догмати ортодоксне цркве, укључујући поштовање Богородице, икона, Стари завјета, црквене тајне и празнике. Богомили су свијет сматрали злим и зато су одбијали одређене врсте хране, као и брак, како не би допринијели даљем ширењу зла. Питање степена оригиналности овог учења је дискутабилно. Послије византијског уништења Бугарске 1018, ова јерес добија нових импулс и шири се на друге дијелове царства, прије свега у Константинопољу. Послије прогона у првој половини 12. вијека, богомилство се сели у Малу Азију. У 11. вијеку се у богомилству образовала радикална дуалистичка секта, потврђујући једнакост и сувјечност оба принципа, од којих је свако имало свог творца. Обе групе су водиле велике проповједничке дјелатности на Балкану, а затим и у западној Европи. Богомилство је било посебно снажно у Босни до средине 15. вијека (види Црква босанска).
Све до почетка 11. вијека јереси су биле практично непознате у западној Европи. Разлози за њихову појаву виде се како у унутарзападним духовним процесима, тако и утицају источног дуализма. Током 1930-их и 1950-их, ове теорије су бранили Рафаело Морген и Антоен Донден. Од средине 1950-их преовладала је теорије француског историчара Анрија Пуеша, према којој су асктерски покрети у западној Европи настали самостално у 11. вијеку, али је до њиховог преображаја у организовани покрет катара у јужној Француској дошло по утицајем богомила. Према енглеском историчару Стивену Рансиману (1949) „манихејске” тенденције су у Аквитанију дошле из Италије. Захвљујући записима са инквизаторских суђења, учења катара су релативно добро позната. Постојало је у двије главне варијанте, које су се разликовале по свом ставу према вјечности постојања Ђавола, што је резултирало разликом у есхатолошким теоријама. Строги дуалисти међу катарима су вјеровали да ђаво и зло он које створи вјечни. Умјерени су га сматрали палим анђелом Бога, који ће бити уништен на крају материјалног свијета. Катари су имали различита објашњења за узрок његовог пада. Према извјештајима инквизитора, катари нису сматрали Христа Богом, већ су тврдили да је „Бог разапет” и имали су церемоније повезане са Тројицом. Можда су вјеровали у два Христа.

### Народне јереси у средњем вијеку
Оснивни извор јереси међу Францима у 8. вијеку било је незнање и дуготрајно паганство. Архиепископ мајнцки Бонифације (ум. 754) борио се са овим појавама у германским краљевствима. Средином 8. вијека често се расправљало о питању правилног начин крштења, у чему је Бонифације био склон тврдом ставу, сматрајући неисправна крштења неважећим, а оне који их врше сматрао је јеретицима. У преписци с њим, папа римски Захарије је изнио мишљење да ако су погрешни поступци учињени из незнања и у име Тројице, онда се то не може сматрати јереси и такво крштење ће бити дејствено. У мисионарској посјети Баварској 733—735, гдје је хришћанство почело да се шири нешто раније, Бонифације је осудио и изопштио извјесног Херемвулфа, кривца за идолопоклонство. У овој и наредним деценијама изнова се јавља потреба да се „лажни свештеници” осуде за јерес и неморално понашање. Слични проблеми постојали су и у Тирингији. Крајем 8. вијека, Алкуин, сарадник Карла Великог, написао је расправу о опасности од лажних пророка. Рабан Мавр је почетком 9. вијека написао низ расправа против древних хришћанских и јеврејских секти, као и савременог хиспанског адопционизма. Борбом против неортодоксних црквених обичаја, сујеверја и остатака паганства у овом вијеку бавили су се многи богослови. У љетописима тог времена помињање појаве нових јереси, чија догматска одступања нису прецизирана, у неким случајевима се дешавало у низу набрајања чудних природних појава, попут земљотреса или необично јаког звука грмљавине. О јересима се такође извјештавало у Италији и источној Европи. У 10. и 11. вијеку такође нема назнака о постојању масовних јеретичких покрета, иако се помиње доста појединачних проповједника јеретичких учења.
Период масовне неукости у 10. вијеку, који је наступио послије Каролиншке ренесансе, смијенило је оживљавање интелектуалног живота у западној Европи у 11. вијеку. Почетком 12. вијека овај покрет се испољава у примјетном препороду науке, образовања и културе. Повећаном броју образованих људи постао је примјетан контраст између религије и ритуала, декларисаног и стварно живота свештенослужитеља. На књиге, као што је Sic et Non Пјера Абелара, црква је гледала као на извор могућих проблема у будућности, а ни развој канонског права ни разјашњења средњовјековних Црквених отаца нису могли да промјене ову ситуацију. Истовремено, међу становништвом под феудалним угњетавањем и страдањем услијед честих ратова постојала су есхатолошка очекивања. У тим условима, мистичне теорије су добиле посебну привлачност. Током овог периода Католичка црква је била довољно централизована да ефикасно сузбије догматске девијације које су се јављале унутар ње, као што је био случај Абелара, Беренгара Туског, Гилберта Поретанског, Петра Ломбардског и других. Опасност по црквени власт исходила је од јереси коју су ширили проповједници изван јерахије међу обичним људима. Као резултат прогона, њихово учење је практично изгубљено, и, на примјер, сачувано је само неколико расправа валденза и један ритуал катара. Сходно томе, практично једини извори су материјали инквизиционих процеса који као главни разлог за појаву јереси истичу низак ауторитет свештенства. Као одговор на моралну деградацију свештенства, црква је предузела низ мјера за јачање дисциплине, нарочито када је 1059. папа римски Никола II издао булу In nomine Domini, којом је забрањено служење миса свештеницима који су осуђени за издржавање жене или љубавнице. Ова уредба није имала практичне посљедице и није примјењивала све до 1074, али је подстакла вјернике да изразе оцјену о својим пастирима. С тим у вези, међу свештенством је настао један број антисвештеничких јереси везани за грешност или дозвољеност Светих тајни, које вршу свештеник чији је понашање непримјерено. Примјер је јерес Танхелма Антверпенског, који је почетком 12. вијека негирао било какву црквену јерархију, вриједност причешћа из нечасних руку и потребну плаћања десетине. Његово учење се проширило широм Фландрије, а Антверпен је постао њено средиште, у коме је једини свештеник био у незаконитој вези са блиском рођаком. Заједно са својим наоружаним присталицама, он је представљао силу на коју су војвода и епископ морали да рачунају. Танхелм је наставио своје дјелатности и након анатемисања и кажњавања његових присталица, а његова секта је опстала и након његовог убиства 1115. све до 1126, када је Норберт Ксантенски постављен за епископа града.
Борба против „народних јереси” трајала је до краја 14. вијека. Према мишљењу америчког специјалисте за историју инквизиције Хенрија Лија, најефективнији од њих били су они који су изазивали јаке емоције код мирјана. Успјех јереси био је олакшан способношћу њеног вођа да изрази религиозне идеале једноставним ријечима. Заједничке идеје биле су апостолско сиромаштво и ослобођење хришћана и цркве од свјетовних амбиција и богатства. Сви они, укључујући и крајње противнике Католичке цркве катаре, себе су видјели као праве сљедбенике Христа и апостола. Ови покрети су били распрострањени широм Европе, а тачан број учесника ових покрета није познат. У историографији 19. вијека постојале су двије главне теорије које објашњавају настанак средњовјековних јереси. Према једној од њих, они су били насљедници манихејства, са његовим супротстављањем добра и зла, гдје је зло била званична црква. Према другој, секташи су вјеровали да је постојећа црква одступила од хришћанских идеала и да је због тога изгубила свој ауторитет. У 20. вијеку ове идеје су почеле да се сматрају поједностављеним, савремени историчари виде у „народним јересима” органски развој хришћанског живота, у коме се повећала улога благочестија. Исти разлози леже у изворима великих црквених реформи, крсташких похода и процвата црквене архитектуре. Тренутно је већина истраживача одбацила теорије које су повезивале средњовјековна јеретичка учења са ранохришћанским доктринама (манихејство, донатизам). Међутим, постоји и становиште да су дуалистичке јереси донијете у западну Европу са Балкана.

## Борба против јереси

### Ширење праксе смртне казне
Према француском богослову Морису Бевеноу, рани Црквени оци су се противили смртној казни за јерес, а оне изјаве које наводно указују на супротно, сматране су резултатом погрешног тумачења. Иницијатива у том смјеру припала је световним властима, након што је јерес уведена у грађанско право Солунским едиктом цара Теодосија I 380. године. Прије објављивања, црква није имала подршку државе нити било какве правне механизме за борби против јереси. Према историчару Созомену, овим едиктом је цар наредио да „неправославни не одржавају црквене саборе, не поучавају вјери и не рукополажу ни епископ, ни било кога другог.” Јеретици су лушени права и протјерани из градова и села. Осим тога, утврђене су и стоге казне које, како историчар примјећује, цар није намјеравао да изврши, односно намјеравао је само да уплаши своје поданике. Исто године је на сабору у Сарагоси осуђен хиспански јересијарх Прискилијан, а пет година касније, на инсистирање епископа, цар је одобрио његову смртну казну. Према Бевеноу, овај догађај се не може сматрати показатељем за цијелу цркву. Тако, на примјер, још једна значајна хиспанска јерес, адопционизам, крајем 8. и почетком 9. вијека, није довела до кажњавања.
Све до 12. вијека у цркви није постојао јединствен став о сврсисходности смртне казне за јеретике. Вјероватно су световне власти покренуле строге казне јеретика. Један од првих случајева сматра се случај Вилгарда, кога је у 10. вијеку осудио архиепископ равенски, који је убијен под непознатим околностима, и низ других јеретика који су умрли од „огња и мача” у Италији отприлике у исто вријеме. Током 1020-их, јеретике је спаљивао маркогроф Торина Улрик Манфред II. У Орлеану се 1022. догодио чувени случај спаљивања под оптужбом за јерес, што је био први случај државно санкционисане казне по таквој оптужби још од времена Римског царства. У вези са овим случајем забиљежено је и теоријско оправдање спаљивања јеретика — они наводно спаљују дјецу рођену у неморалним везама, а тако добијен пепео користе за своје обреде. Најозлоглашенији противник смртне казне за јеретике у 11. вијеку био је епископ лијешки Вазо (1042—1048), који је осудио линч јеретика који се дешавао на појединим мјестима и погубљења група јеретика по пресуди цара Хајнриха III. Према Вазу, изопштење је била довољна казна. Тако су према историчару Џорџу Колтону, прве казне јеретика биле претежно неформалне и најчешће су биле узроковане побожним тежњама појединих владара, док је свештенство тежило умјерености у овој ствари. У првим деценијама, казне јеретика су се дешавале насумично. Танхелма Антерпенског је 1115. убио свештеник ударцем у главу, Пјера де Бруја је око 1131. спалила руља, а Хајнрих Лозански је умро 1148. у затвору, одбијајући да прихвати учење цркве. Историчар Гвиберт Ножански извјештава о спаљивању јеретика у Соасону 1114. од стране грађана. Непосредне казна јеретика од стране државе у то вријеме још није била распрострањена пракса. Када су публикани стигли у Енглеску раних 1160-их, прво су бачени у затвор, затим осуђени на сабору у Оксфорду, а након што су одбили да се одрекну своје вјере, били су жигосани и подвргнути јавном бичевању. Било им је забрањено пружити преноћиште и наводно су сви умрли у хладној зими. Овај преседан је био озакоњен у Кларендонској асизи 1166, којом је забрањено пружање помоћи осуђеним у Оксфорду. Лажни месија Еон де л’Етоал је 1148. осуђен на доживотни затвор, а његове присталице су спаљене. Ебервин фон Хелфенстајн је писао о спаљивању јеретика у Келну 1145; можда су то били византијски богумили.
Средином 12. вијека почињу да се обликују процедуре за опхођење са јеретицима. Према опису који је у 13. вијеку дао цистерцитанац Цезарије Хајстербашки, у Келну је коришћен поступак да заробљене јеретике, које су испитали и осудили писмени људи, осуди световни суд. Ово се обично завршавала групни спаљивањем изван града. У француском Везлеу 1167. истрага јеретика је трајала два мјесеца, током којих су свештенци комуницирали с њима, након чега су двојица испитана водом испред сабора у мјесном манастиру. Да одабере праву казну, опет је писао енглеском канонисти Херберту де Бошему. Добијени савјет је био да би исправније било предати јеретике световним властима, по могућности француском краљу. Опат није послушао овај савјет и по одлуци тамошњих црквених и световних власти седам јеретика је спаљено, а један бичеван и пуштен. Од краја 11. вијека јереси су поново постале важна брига Католичке цркве. Разлози за то нису у потпуности јасни, а међу могућим разлозима су ближа интеграција цркве и државе у овом периоду, појава антисоцијалних и антицрквених праваца, ширење правног знања. Питање како јерес треба сузбити није ријешено, а у почетку је међу свештенством постојао значајан отпор према употреби насиља од стране световне власти за исправљање духовних одступања. Како је јерес постала све већа брига за папство, световна власт се све више користила за рјешавање ових питања од 12. вијека па надаље. Један број јереси је осуђен на Веронском сабору 1184. у присуство цара Фридриха Барбаросе, који је изразио спремност да учествује у рјешавању ових питања. Рјешења сабора чинила су основу новог црквеног антијеретичког законодавства, а под унуком Барбародсе, Фридрихом II, усвојени су световни закони 1231, по којим је цар одговоран за духовно здравље својих поданика. Непокорни јеретици су били живи спаљени, а њихова имовина је конфискована. Казна се добијала и за скривање јеретика.
Питање у којој мјери је свештенство одговорно за ширење сурових метода кажњавања јереси је дискутабилно. Према енглеском медијевисти Ричарду Саутерну, црквени јерарси су били ограничени у својим иницијативама и уопштено су били мање насилни од гомиле којом су владали. Супротно гледиште дијели други енглески историчар, Роберт Мур, који брани гледиште о развоју средњовјековног друштва као о процесу изградње централизованог бирократског апарата прогона (по његовом термину persecution society), у којем су црквене и световне власти измислиле јерес како би постигле већу моћ. За разлику од историчара претходних генерација, попут Хенрија Лија, Мур је у злочинима инквизиције над јеретицима, Јеврејима и обољелим од губе видио не објективну историјску неопходност, већ „рјешење принчева и прелата”. Ова теорија је изазвала бројне реакције и углавном није прихваћена.

### Остале мјере борбе
Смртна казна није била једина мјера утицаја. Практиковано је и протјеривање или принудно слање на дуго ходочашће. У Источном римском царству протјеривање аполинаријана из градова и из „светог општења” (лат. communio sacrorum) било је прописано законом 388. године. Од краја 4. вијека поједине групе јеретика биле су искључене из државне службе. Међутим, пошто је обављање државних или општинских дужности често било повезано са великим личном расходима, настао је нови вид злоупотребљавања, када су се људи који нису хтјели у службу, проглашавале јеретицима. Византијско законодавство је такође ограничило права јеретика да шире своја учења, одржавају саборе и посједују цркве.
За жене се мјесно ходочашће сматрало прихватљивом казном. У 13. вијеку људи су могли бити послати у Константинопољ да помогну Латинском царству. Затвор или привремено изопштење из цркве сматрали су се одговарајућом казном. Законодавством Стефана Душана утврђене су новчане казне за јеретике, али овај приступ није био распрострањен на Западу. Пракса истраживања случајева јереси дозвољавала је могућност злоупотребе, а у низу папских декрета и у списима неких средњовјековних канониста било је позива повратак изгубљених у крило цркве. У 13. вијеку коментатори црквеног права су подстицали судије да поступају са „љубављу и слободом”, како би се окривљени могли поправити, а невини били ослобођени. Канониста Енкрико Сегузијски је писао да епископи не треба да узбуркавају и клеветају своје провинције узалудном оптужбана за јерес. Уобичајено мјесто су били позиви да се право не користи ради казне, него ради лијечења. Глосатор Грацијановог декрета Јоханеса Тевтонског описао је изопштење из цркве као средство за исцјељење душа. Исто гледиште имао је и папа Иноћентије IV.
Иако владари држава нису били везани црквеним законодавством, настојање да је дужност сваког хришћанског монарха да брани вјеру остављало им је мало избора. Сходно томе, неки канони су посвећени могућем противљењу свјетовних власти. Према Грацијану, помоћ власти у овом питању није само пожељна, него и обавезна. Црква је морала да тражи помоћ, а свјетовне власти су морале да јој помогну. У 13. вијеку је установљено да се одбијање помоћи цркву у њеној борби против јереси кажњава изопштењем из цркве. Судски поступак у односу на јеретике састојао се из четири дијела: идентификација, хапшење, суђење и кажњавање, од којих је први и трећи вршила црква, а други и четврти свјетовна власт. У дотичним земљама усвојени су неопходни закони како би се осигурало извршење казне. У Енглеској је 1401. усвојен статут о спаљивању јеретика, а 1414. и поступак за одузимање имовине.

### Дјелатност инквизиције
Почетком 13. вијека развио се низ пракси у вези са јересима, заснованих на индикацијама истакнутих светаца, нпр. Фрање Асиншког и Доминика Гузман, монашких повеља и римског права. На основу ова три извора формулисана су правила иследовања (лат. inquisitiones) или инквизиције, прописана 3. каноном Четвртог латеранског сабора 1215. године. У почетку је ова дужност била повјерена епископима, а од 1231. борбу против јересима водили су углавном посебном обучени монаси-доминиканци, непосредно потчињени папи. Према француском инквизитору из средине 13. вијека Бернару Гију, задатак инквизиције је био „уништење јереси, која се не може уништити док се не униште јеретици, који се не може уништити док се не униште јеретици, који се ипак не може уништити, док се не униште њихови слушаоци, поштоваоци и заштитници… Постоје два начина да се униште јеретици: или се окрену од јереси ка правој католичкој вјери, према књизи Прича ’Обарају се безбожни да их нема, а дом праведнијех остаје.’ (Прич. 12:7); или ће земаљски судом бити тјелесно спаљени.” Инквизиција је активно дјеловала у низу земаља Европе, прије свега тамо гдје је била снажна подршка цивилних власти. Катарски крсташки рат 1209—1229. био је дио напора Католичке цркве да сузбије јерес катара. У катарима је црква видјела сљедбенике манихејства због општег убјеђености да је материја зла. За разлику од многих других јереси које су настале раније, ова је била не само потпуно супротстављена хришћанској цркви, већ је порицала и важне друштвене институције брака и заклетве. Било је и бројних доктринарних одступања од хришћанског вјероучења.
Посљедица је била успон низа институција познати као средњовјековна инквизиција, од којих се истицала шпанска инквизиција. Она је била посебно брутална у својим методама, које су укључивале спаљивање јеретика на ломачи. Један од највећих религиозних покрета средњег вијека, који се сматрао јеретичким, био је хуситски покрет у Чешкој почетком 15. вијека. Ђордано Бруно је посљедњи спаљен на ломачи по налогу из Рима 1600. од оптужбом за приврженост Копоревниковој теорији, вјеровање у неограниченост универзума са много насељених свијетова, као и мишљења која се у супротности са католичком вјером о Тројици, божанствености Христа и његовом оваплоћењу. Посљедњи случај погубљења по налогу Католичке цркве било је вјешање 26. јула 1826. у Валенсији, након двогодишњег суђења школском учитељу Кајетану Риполу, који је оптужен пред „хунтом вјере” (црквени суд створен за вријеме краља Фердинанда VII да би замијенио укинуту инквизицију) за деизам.

### Између слободе мисли и јереси
У свом схватању јереси, Еразмо Ротердамски је слиједио општију идеју коју је изразио у трактату „Плач мира” (1517). Анализирајући концепт мира међу хришћанима са догматске тачке гледишта, холандски хуманиста описује мир и хармонију као линију раздвајања између оних који слиједе Христа и мирољубивих присталица цркве и оних који разрушавају хришћанско јединство. Док црквени раскол не укључује нужно праћење лажног учења, спасење и религиозни мир су могући само унутар традиционалне цркве. Када се 1519. чешки племић Јан Шлехта обратио Еразму за савјет поводом Чешће браће, он није нашао ништа опасно у бројним одступањима вјеровања секташа од позиције Католичке цркве. Чак и након што је почетна симпатија према критика Мартина Лутера о злоупотребама цркве замијењена страхом од његовог радикализма, Еразмо је одбио њемачког реформатора сматрати јеретиком. У низу писама католичким јерарсима, хуманиста је наглашавао да за све Лутерове грешке, не би било у реду да га убију. Сам Лутер, иако није био присталица вјерске толеранције, негирао је потребу спаљивања јеретика, што му је, између осталог, приписано када је изопштен из цркве 1520. године. Неколико година касније, он је нагласио да иако је свјетовна власт дужна да силом одржава ред, у питањима вјере је неопходно дјеловати убјеђивањем, и боље је пустити људе да гријеше, него лагати. Као и други његови савременици, Лутер је сматрао анабаптисте јеретицима, који заслужују смрт због свог богохуљења.
Сличне ставове Лутеровим о јереси, имао је женевски реформатор Жан Калвин. Погубљење Мигела Сервета у Женеви и полемика која је услиједила између Калвина и Себастијана Кастеља били су од фундаменталног значаја за каснију дискусију о вјерској толеранцији.

## Класификација јереси
Постоји много начина за класификацију јереси:
- према именима јересијарха (аријанство, несторијанство, јансенизам) итд;
- према рјешењу догматских задатака (тринитарни, христолошки, богородични, причесни, есхатолошки, иконоборачки);
- према односу на главне хришћанске цркве (католичка, православна, протестантска);
- према гносе-светоназорним ставовима (филозофским, рационалистичким, мистичним);
- према карактеру синкретизма (јудеохришћанство, паганско хришћанство, гностицизам, окултизам);
- према односу на структуру дијелова Библије (старозавјета, „јеванђеоска”);
- према културном поријеклу (јудаисти, арабити, Абисинци, гностицизам, „источни”);
- према епохама развоја (ранохришћански, средњовјековни, реформациони, савремени);
- према субјекту-носиоцу (појединачно или масовно);
- према друштвеној сфери утицаја и захтјевима који се постављају (сељачки, градски, плебејски, сељачко-плебејски, „народни”, грађански, племићки);
- према области;
- према припадности националним културама;
- према односу ка цркви и свијету (донатизам, валдензи, бегуини и бегарди, антипапизам, антиклерикализам);
- према односу ка моралу (антиномисти, валезијани, катари);
- према степену радикализма;
- према присуству/одсуству религиозне вјере (неправовјерни хришћани, атеисти);
- према чиновима, који карактеришу степен удаљености од цркве, која се традиционално сматра правовјерном;
- према степену и природи припадности теолошко-богословском контексту (непосредне, „заблудјеле”, „аритметичке” јереси);[115]
- према времену осуде на васељенским и помјесним саборима.

## Јерес, вјештичарство и лажни пророци
Питање односа човјека и ђавола поставило се већ у 2. вијеку, када је Иринеј Лионски увео овај појам у хришћанску догматику. Детаљна теорија демонологије израђена је у списима једног од Црквених отаца из 4—5. вијека Августина, који је формулисао разлику између ђавола и његових демона и „анђела свјетлости”: први нису у стању да створе ништа, а све што су генерисали биле су имагинарне визије и илузије. Поглед на вјештичарство као измишљену појаву преовладаво је у црквеном законодавству све до 12. вијека и забиљежен је у канонским зборницима Episcopi (10. вијек) и Грацијановом декрету (крај 12. вијека). Вјештичарство се стога сматрало једном од врста јеретичких заблуда, због којих је Грацијан предлагао изопштење из цркве. У 13. вијеку постало је преовлађујуће мишљење о вјештичарству. Католички црквени отац Тома Аквински је тврдио да су демони стварни и да је вјештичарство намјерно представа. Као резултат, средином 13. вијека јерес и вјештичарство су се у црквеној правној пракси почело сматрати као два различита злочина, које је морао да истражује исти суд инквизиције. Папа римски Јован XXII је 1320. одредио да сви случајеви магијски пракси потпадају под надлежност инквизиције, чак и ако се за оптуженог не може посумњати да се придржава било каквог јеретичког учења; што је потврђено у були Super illius specula. Са тачке гледишта инквизитора, јере се састојала у свјесном одбијању слијеђења догмата Католичке цркве или кроз припадност секти, чија је доктрина била осуђена као противна хришћанској вјери, док се вјештичарство схватало као извјесно забрањена пракса (лат. magicis artibus) вршена уз помоћ материјалних предмета.
Један облик у коме се лажно учење могло изразити било је лажно пророчништво. Већ у ранохришћанским текстовима био је оцртан концепт „разлучивања дух”, који је касније добио назив discretio spirituum. Способност да се одреде својства пророка, било да Бог или демони говоре његовим уснама, сматрала се ријетком. Апостол Павла је написао: „А у свакоме се појављује Дух на корист; … А другоме да чини чудеса, а другоме пророштво, а другоме да разликује духове, а другоме различни језици, а другоме да казује језике.” (1. Кор. 12:7—10). Његову теорију су касније развили Ориген, Августин и Бернард од Клервоа, али тачан поступак није развијен. У 14. вијеку, када је било нарочито мало људи који су се проглашавали пророцима, француски богослов Пијер Д’Али је тврдио да пророци могу да виде будућност на различите начине: кроз божанска откривења, људске вјештине или од ђавола. О извору његовог сазнања не може се судити ни по истинитости откривених података, ни по анализи његовог живота, чистоти његове вјере или чудесном карактеру његових поступака. Коначна одлука могла се донијети само процјеном резултата његових дјелатности, а ако су оне изведене „у славу цркве”, онда су биле препознате као добре. Д’Алијев ученик Жан Жерсон је почетком 15. вијека формулисао скуп правила по којима треба провести процедуру discretio spirituum. Узимајући процес инквизиције као основу, Жерсон је предложио одговоре на бројна питања: „Питајте ко, шта, зашто, коме, како и одакле?” Услиједио би кратак списак појашњења: „Ко је означен, коме је дато откривење? Шта — о чему је било ово откривење и на шта се односи? Зашто је дато? Коме је оно речено, да тражи савјет? Каквим начином протиче живот визионара? Одакле долази откривење?” Поред тога, наведени су услови под којим је требало да се спроведе истрага о самопроглашеном пророку. На основу Жерсонове теорије, донијете су одлуке у вези са откривењима Свете Бригиде на сабору у Констанцу 1415. и, можда, по истој схеми био је вођен процес везан за Јованку Орлеанку. Послије суђења Јованку Орлеанки 1431, у француском богословљу се коначно образовала концепција по којој лажне пророке треба сматрати јеретицима. На Париском универзитету развијена је теорија о вјештичарству као фикцији и заблуди и, сходно томе, као јереси.

## Конфесионалне и регионалне специфичности

### Католичка црква
Са развојем канонског права у западној Европи, концепт јереси је почео да укључује порицање папских декретала и непоштовање заповијести апостолске столице. До 13. вијека, гледиште немачког богослова Герхоха Рајхерзбершког о симонији као јереси постало је широко распрострањено. Помјерање дефиниције на дисциплинску страни забиљежено је у папском законодавству (Ad abolendam папы папе Луција III (1184), Vergentis in senium папе Иноћентија III (1199) и његов Cum ex officii nostri (1207)) и рјешењима Трећег (1179) и Четвртог (1215) латеранских сабора. Vergentis in senium, без давања смислене дефиниције јереси, уводи начело да се непослушност ауторитету Католичке цркве сматра јереси. У декреталима папе Гргура IX (1234) стоји да „нема сумње да ће сви јеретици и шизматици горјети у вјечном огњу са ђаволом и његовим анђелима”. Исти извор је утврдио да су сљедбеници јереси криви колико и јересијарси.
Једна од полазних тачака контреформације била је була папе Лава X Exsurge Domine (1520), у којој је он, пријетећи протестантском богослову Мартину Лутеру изопштењем, изјавио да је његово учење противрјечно учењу и вјери Католичке цркве. Сам Лутер је био стављен у дугу линију средњовјековних јеретика. Лутер је одбацио оптужбе заједно са „хипотезом” да је његово учење једини критеријум истине и претпоставио је само Библију као такав извор.
У савременој Католичкој цркви, значење појма „јерес” дефинисано је 751. канону Законика канонског права као „упорно порицање, послије крштења, неке истине која треба да се вјерује божанском и католичком вјером или упорно сумњање у њу”. Савремена Католичка црква на јерес гледа као на тежак гријех који се кажњава изопштењем. Свештенослужитељима кривим за јерес забрањено је вршење црквене службе. Некрштени и некатолици нису криви за „формалну јерес”, иако могу бити криви за „материјалну јерес” која је резултат незнања. „Материјална јерес” није гријех. Католичка црква је такође осудила покрете у католицизму који су настали у 19. вијеку. О модернизму, који заступа са филозофске и рационалистичке позиције, папа Пије X је рекао да је он „синтеза свих јереси”. Старокатолицизам негира догму о непогријешивости папе и догму о безгрешјном зачећу Дјеве Марије усвојену на Првом ватиканском сабору и стога је такође јерес.
Од друге половине 20. вијека, а посебно послије Другог ватиканског сабора 1962—1965, Католичка црква, у духу екуменизма, по правилу, не означава протестантизам као формалну јерес, указујући на протестанте као на „материјалне” јеретике који „без своје кривице не познају Христово јеванђеље и његову Цркву”. У савременој екуменистичкој терминологији, Католичка црква означава протестанте као „одвојену браћу”.

### Византија и њени сусједи
Одбрана православне вјере била је једна од главних дужности византијског императора, па се стога значајна пажња у Византији поклањала религијским питањима. За вријеме цара Јустинијана I (527—565), донијети су многи антијеретички закони. Током овог период, у 5—6. вијеку, разлику у религијским погледима постале су једна од показатеља друштвене поларизације, што је довело до сукоба страна хиподрома, па чак и до великих народних устанака, као што је устанак Ника 532. године. Међутим, први значајнији поход против јереси везује се за богумилски покрет који је настао почетком 10. вијека на подручју данашње Бугарске. Не постоји општи поглед на узроке и развој овог покрета. Средином 20. вијека у византијској историографији су се појавила три главна приступа овом питању: социјални, у којем је узрок опозиционих религијских покрета био пролетерски покрет сиромашних слојева друштва против феудалног угњетавања; етнорелигијски, повезујући настанак ових покрета са подручјима Јерменије, Бугарске или Фригије; и манихејско-гностички, из којих је богумилство произашло у ранохришћанско доба. Према америчкој историчарки Нини Гарсојан, ниједна од ових теорија није у стању да објасни свеукупне историјске информације.
У писму бугарском цару Петру, патријарх цариградски Теофилакт (933—956), даје препоруке како се поступа са препознатим јеретицима. Теофилакт препоруке дијелу у три катеогирије, од којих је свака добила посебну казну. Они који су исповиједали учење страно цркви, али су се покајали, могли су бити поново прекрштени према 19. канону Првог никејског сабора. Онима који су из простоте душе слиједили јеретике прве категорије, мора се опростити као дјеци. Они који нису мислили, поучавали или учествовали у јереси, али су се из незнања придружили јеретицима јер су им се чинили праведни, морају бити примљени у цркву послије четири мјесеца покајања, које би могло укључивати и неке елементе казне. Они свештенослужитељи који су учили јерес изгубили су свој статус. Патријарх напомиње да иако закони државе прописују смртну казну за јеретике, цркве не треба да инсистира на томе. Благост предложене казне, по свему судећи, треба објаснити удаљеност Бугарске од империје и ниским друштвеним статусом јеретика. Сљедећи случај умијешаности државе датира из времена владавине цара Алексија I Комнина (1081—1118), који је обратио пажњу на случај филозофа Јована Итала оптуженог за јерес и његовог сљедбеника патријарха Евстратија Гариде. Као резултат, Итал је анатемисан 1082, а двије године касније Гарида је примора на одрицање од патријаршијског звања.

### Истраживања
енглески
- Ames, Christine Caldwell (2009). Righteous Persecution: Inquisition, Dominicans, and Christianity in the Middle Ages (на језику: енглески). University of Pennsylvania Press. ISBN 978-0-8122-4133-4. Приступљено 3. 1. 2023.
- Berlinerblau, Jacques (2001). „Toward a Sociology of Heresy, Orthodoxy, and Doxa”. History of Religions (на језику: енглески). 40 (4): 327—351. ISSN 0018-2710. doi:10.1086/463647.
- Bévenot, Maurice (1966). „THE INQUISITION AND ITS ANTECEDENTS, II”. The Heythrop Journal (на језику: енглески). 7 (4): 381—393. ISSN 0018-1196. doi:10.1111/j.1468-2265.1966.tb00765.x. Приступљено 3. 1. 2023.
- Bosworth, Lucy E. (1995). Perceptions of the origins and causes of heresy in medieval heresiology (на језику: енглески). University of Edinburgh. Приступљено 3. 1. 2023.
- Cameron, A. (2008). „The Violence of Orthodoxy”.  Ур.: Iricinschi, Eduard; Zellentin, Holger M. Heresy and Identity in Late Antiquity (на језику: енглески). Mohr Siebeck. стр. 102—114. ISBN 978-3-16-149122-1. Приступљено 3. 1. 2023.
- Humfress, C. (2008). „Citizens and Heretics. Late Roman Lawyers on Christian Heresy”.  Ур.: Iricinschi, Eduard; Zellentin, Holger M. Heresy and Identity in Late Antiquity (на језику: енглески). Mohr Siebeck. стр. 128—142. ISBN 978-3-16-149122-1. Приступљено 3. 1. 2023.
- Iricinschi, E.; Zellentin, H. M. (2008). „Making Selves and Marking Others: Identity and Late Antique Heresiologies”.  Ур.: Iricinschi, Eduard; Zellentin, Holger M. Heresy and Identity in Late Antiquity (на језику: енглески). Mohr Siebeck. ISBN 978-3-16-149122-1. Приступљено 3. 1. 2023.
- Cole, Andrew (2008). Literature and Heresy in the Age of Chaucer (на језику: енглески). Cambridge University Press. ISBN 978-0-521-88791-5. Приступљено 3. 1. 2023.
- Ehrman, Bart D. (2003). Lost Christianities:The Battles for Scripture and the Faiths We Never Knew: The Battles for Scripture and the Faiths We Never Knew (на језику: енглески). Oxford University Press, USA. ISBN 978-0-19-514183-2. Приступљено 3. 1. 2023.
- Euler, Carrie (2006). „Anabaptism and anti-Anabaptism in the early English Reformation: defining Protestant heresy and orthodoxy during the reign of Edward VI”. Heresy, Literature and Politics in Early Modern English Culture. Cambridge University Press: 40—58. doi:10.1017/CBO9780511627507.003. Приступљено 3. 1. 2023.
- Forrest, Ian (2005). The Detection of Heresy in Late Medieval England (на језику: енглески). Clarendon Press. ISBN 978-0-19-928692-8. Приступљено 3. 1. 2023.
- Jones, A. H. M. (1. 10. 1959). „WERE ANCIENT HERESIES NATIONAL OR SOCIAL MOVEMENTS IN DISGUISE?”. The Journal of Theological Studies. X (2): 280—298. doi:10.1093/jts/X.2.280. Приступљено 3. 1. 2023.
- Kelly, Joseph Francis (2012). History and Heresy: How Historical Forces Can Create Doctrinal Conflicts (на језику: енглески). Liturgical Press. ISBN 978-0-8146-5695-2. Приступљено 3. 1. 2023.
- Köstenberger, Andreas J.; Kruger, Michael J. (2010). The Heresy of Orthodoxy: How Contemporary Culture's Fascination with Diversity Has Reshaped Our Understanding of Early Christianity (на језику: енглески). Crossway. ISBN 978-1-4335-0143-2. Приступљено 3. 1. 2023.
- Kurtz, Lester R. (1986). The Politics of Heresy: The Modernist Crisis in Roman Catholicism (на језику: енглески). University of California Press. ISBN 978-0-520-05537-7. Приступљено 3. 1. 2023.
- Lea, Henry Charles (1888). A History of the Inquisition of the Middle Ages: Origin and organization of the Inquisition (на језику: енглески). Harper & Brothers. Приступљено 3. 1. 2023.
- Moore, R. I. (2007). The Formation of a Persecuting Society: Authority and Deviance in Western Europe 950-1250 (на језику: енглески). Wiley. ISBN 978-1-4051-2964-0. Приступљено 3. 1. 2023.
- Cross, The Late F. L.; Livingstone, Elizabeth A., ур. (1997). The Oxford Dictionary of the Christian Church (на језику: енглески). Oxford University Press. ISBN 978-0-19-211655-0.
- Roach, A.; Angelovska-Panova, M. (2012). „Punishment of heretics: comparisons and contrasts between Western and Eastern Christianity in the Middle Ages”. Journal of History (Macedonia). 47 (1): 145—171. ISSN 0579-0263. Приступљено 3. 1. 2023.
- Runciman, Steven (1982). The Medieval Manichee: A Study of the Christian Dualist Heresy (на језику: енглески). Cambridge University Press. ISBN 978-0-521-06166-7. Приступљено 3. 1. 2023.
- Russell, Jeffrey Burton (1965). Dissent and Reform in the Early Middle Ages (на језику: енглески). University of California Press. Приступљено 4. 1. 2023.
- Simon, M. (1979). „From Greek Hairesis to Christian Heresy”.  Ур.: Grant, Robert McQueen; Schoedel, William R.; Wilken, Robert Louis. Early Christian Literature and the Classical Intellectual Tradition: In Honorem Robert M. Grant (на језику: енглески). Editions Beauchesne. стр. 101—115. Приступљено 4. 1. 2023.
- Thomsett, Michael C. (2011). Heresy in the Roman Catholic Church: A History (на језику: енглески). McFarland, Incorporated, Publishers. ISBN 978-0-7864-4448-9. Приступљено 4. 1. 2023.
- Laursen, John Christian; Nederman, Cary J.; Hunter, Ian, ур. (2005). Heresy in Transition: Transforming Ideas of Heresy in Medieval and Early Modern Europe (на језику: енглески). Ashgate. ISBN 978-0-7546-5428-5. Приступљено 8. 1. 2023.
- Paño, M. V. E. (2010). „Heretical Texts and Maleficium in the Codex Theodosianus”.  Ур.: Gordon, Richard Lindsay; Simón, Francisco Marco. Magical Practice in the Latin West: Papers from the International Conference Held at the University of Zaragoza, 30 Sept. – 1st Oct. 2005 (на језику: енглески). BRILL. стр. 105—138. ISBN 978-90-04-17904-2. Приступљено 11. 1. 2023.
- Williams, Rowan (2001). Arius: Heresy and Tradition (на језику: енглески). SCM. ISBN 978-0-334-02850-5. Приступљено 12. 1. 2023.
- Mitchell, Margaret M.; Young, Frances M.; Bowie, K. Scott, ур. (2008). Cambridge History of Christianity: Volume 1, Origins to Constantine (на језику: енглески). Cambridge University Press. ISBN 978-0-521-81239-9.

њемачки
- Huber, W. (1985). „Häresie”. Theologische Realenzyklopädie: Gottesdienst - Heimat. Bd. 14 (на језику: немачки). de Gruyter. стр. 313—348. ISBN 978-3-11-002218-6. Приступљено 4. 1. 2023.

руски
- Болотов, Василий Васильевич (1918). Лекции по истории Древней Церкви. Том 1. Введение в церковную историю. Петроград. Приступљено 4. 1. 2023.
- Буткевич, Т. И. (1910). Обзор русских сект и их толков (на језику: руски). Рипол Классик. ISBN 978-5-518-06139-2. Приступљено 4. 1. 2023.
- Иванов, М. С., Цыпин, Прот. Владислав (2008). „Ересь”. Православная энциклопедия (на језику: руски). XVIII : „Египет древний — Эфес”. Москва: Церковно-научный центр «Православная энциклопедия». стр. 598—607. ISBN 978-5-89572-032-5.
- Иванцов-Платонов, Александр (1877). Ереси и расколы первых трех веков христианства (на језику: руски). Москва. Приступљено 4. 1. 2023.
- Иванов, М. С. (2008). „Еретик”. Православная энциклопедия (на језику: руски). XVIII : „Египет древний — Эфес”. Москва: Церковно-научный центр «Православная энциклопедия». стр. 607—610. ISBN 978-5-89572-032-5.
- Иванова, Ирина Ивановна (2006). „Рационалистические ереси в истории христианства” (на језику: руски). Приступљено 4. 1. 2023.
- Крапчунов, Даниил Евгеньевич (2004). Русские ереси как явление культурного перелома рубежа XV-XVI веков (на језику: руски). Приступљено 4. 1. 2023.
- Таевский, Дмитрий Александрович (2003). Христианские ереси и секты I-XXI веков: словарь (на језику: руски). Intrada. ISBN 978-5-87604-059-6. Приступљено 4. 1. 2023.
- Тогоева, Ольга Игоревна (2012). „Реальность или иллюзия? Теория и практика ранних ведовских процессов в Западной Европе (XIII—XV вв.)”.  Ур.: Борисовна, Адоньева Светлана. In umbra: демонология как семиотическая система. Альманах 1 (на језику: руски). Российский Государственный Гуманитарный Университет. стр. 59—88. ISBN 978-5-7281-1336-2. Приступљено 4. 1. 2023.
- Тогоева, Ольга Игоревна (2016). Еретичка, ставшая святой. Две жизни Жанны д'Арк (на језику: руски). М.; СПб: Центр гуманитарных инициатив.
- Цыпин, Владислав Александрович (2002). Курс церковного права: учебное пособие (на језику: руски). Христианская жизнь. ISBN 978-5-93313-023-9. Приступљено 4. 1. 2023.

француски
- Boulluec, Alain Le (1985). La notion d'hérésie dans la littérature grecque, IIe-IIIe siècles (на језику: француски). Paris: Etudes augustiniennes. Приступљено 4. 1. 2023.